# 443 f.Kr.

## Händelser

### Efter plats

#### Romerska republiken
- Inga konsuler väljs i Rom detta år, men militära tribuner med konsulsbefogenheter utnämns i deras ställe. Medan endast patricier kan bli konsuler är några militärtribuner plebejer. Dessa är ansvariga för folkräkningen, en vital funktion i Roms finansiella administration. Så för att hindra plebejerna från att få kontrollen över folkräkningen fråntar patricierna konsulerna och tribunerna rätten att genomföra den. De överlåter den istället på två magistrater kallade censorer, vilka endast får väljas bland Roms patricier.

#### Italien
- Perikles grundar kolonin Thurii när den plats där staden Sybaris har legat i södra Italien. Bland kolonisatörerna återfinns Herodotos och Lysias.